# Зюлте-Варегем
«Зюлте-Варегем» (нід. Sportvereniging Zulte Waregem, МФА: [ˈspɔrt.fər.ˌeːnə.ʝɪŋ ˈzʏl.tə ˈβaː.rə.ʝɛm]) — бельгійський футбольний клуб з Варегема. Заснований 1950 року. Домашні матчі проводить на стадіоні «Еліндус Арена».

## Досягнення
Чемпіонат Бельгії:
- Віце-чемпіон (1): 2013

Челенджер Про Ліга
- Чемпіон (1): 2025

Другий дивізіон:
- Чемпіон (1): 2005

Кубок Бельгії:
- Володар (2): 2006, 2017
- Фіналіст (1): 2014

## Виступи в єврокубках
| Сезон   | Змагання            | Раунд   | Клуб              | Вдома | В гостях | В сукупності |
| ------- | ------------------- | ------- | ----------------- | ----- | -------- | ------------ |
| 2006–07 | Кубок УЄФА          | 1Р      | Локомотив Москва  | 2–0   | 1–2      | 3–2          |
| 2006–07 | Кубок УЄФА          | Група F | Аустрія Відень    | Н/Д   | 4-1      | 3-є місце    |
| 2006–07 | Кубок УЄФА          | Група F | Спарта Прага      | 3–1   | Н/Д      | 3-є місце    |
| 2006–07 | Кубок УЄФА          | Група F | Еспаньйол         | Н/Д   | 2–6      | 3-є місце    |
| 2006–07 | Кубок УЄФА          | Група F | Аякс              | 0–3   | Н/Д      | 3-є місце    |
| 2006–07 | Кубок УЄФА          | Р32     | Ньюкасл           | 1–3   | 0–1      | 1–4          |
| 2013–14 | Ліга чемпіонів УЄФА | 3К      | ПСВ               | 0–3   | 0–2      | 0–5          |
| 2013–14 | Ліга Європи УЄФА    | ПО      | АПОЕЛ             | 1–1   | 2–1      | 3–2          |
| 2013–14 | Ліга Європи УЄФА    | Група D | Марибор           | 1–3   | 1–0      | 3-є місце    |
| 2013–14 | Ліга Європи УЄФА    | Група D | Рубін Казань      | 0–2   | 0–4      | 3-є місце    |
| 2013–14 | Ліга Європи УЄФА    | Група D | Віган             | 0–0   | 2–1      | 3-є місце    |
| 2014–15 | Ліга Європи УЄФА    | 2К      | Завіша Бидгощ     | 2–1   | 3–1      | 5–2          |
| 2014–15 | Ліга Європи УЄФА    | 3К      | Шахтар Солігорськ | 2–5   | 2–2      | 4–7          |
| 2017–18 | Ліга Європи УЄФА    | Група K | Ніцца             | 1–5   | 1–3      | 3-є місце    |
| 2017–18 | Ліга Європи УЄФА    | Група K | Лаціо             | 3–2   | 0–2      | 3-є місце    |
| 2017–18 | Ліга Європи УЄФА    | Група K | Вітессе           | 1–1   | 2–0      | 3-є місце    |